# Erethistes
Erethistes is een monotypisch geslacht van straalvinnige vissen uit de familie van de zuigmeervallen (Erethistidae).

## Soort
- Erethistes pusillus Müller & Troschel, 1849